# Schwansee (Naturschutzgebiet)
Das Naturschutzgebiet Schwansee liegt im Landkreis Sömmerda in Thüringen nördlich von Schwansee, einem Ortsteil der Gemeinde Großrudestedt. Nordwestlich des Gebietes verläuft die Landesstraße L 2141 und östlich die A 71, nördlich fließt die Gramme, ein Nebenfluss der Unstrut.

## Bedeutung
Das Naturschutzgebiet südöstlich des gleichnamigen Ortes – ein Hartholz-Auenwald auf nährstoffreichem Boden – bietet ein Refugium für Tiere von den umgebenden Agrarflächen. In Schwansee liegen zwei renaturierte Teiche und ein reicher Bestand an Bärlauch und Großem Scharbockskraut vor. Das 76,8 ha große Gebiet mit der NSG-Nr. 47 wurde im Jahr 1961 unter Naturschutz gestellt.